# MC Loma
Paloma Roberta Silva Santos (Jaboatão dos Guararapes, 29 de outubro de 2002), mais conhecida como MC Loma, é uma influenciadora digital e ex-cantora brasileira. É conhecida por utilizar maquiagens cor neon  e um tom característico de comédia em seus clipes.
Fez parte do trio musical MC Loma e As Gêmeas Lacração, que alcançou sucesso nacional em 2018 com o hit "Envolvimento". A canção conquistou a primeira posição na lista "As 50 virais do mundo" do Spotify e mais de 287 milhões de visualizações no YouTube. A cantora e suas dançarinas viajaram para São Paulo, onde se apresentaram em muitos blocos de carnaval. Diversos cantores, como Anitta, Wesley Safadão e Solange Almeida já cantaram a canção que se tornou o hit do Carnaval de 2018.
Em 9 de fevereiro de 2018, MC Loma e as Gêmeas Lacração tiveram o seu o novo clipe oficial lançado pela Start Music (KondZilla Records), tendo assinado um contrato com a gravadora.

## Biografia e carreira

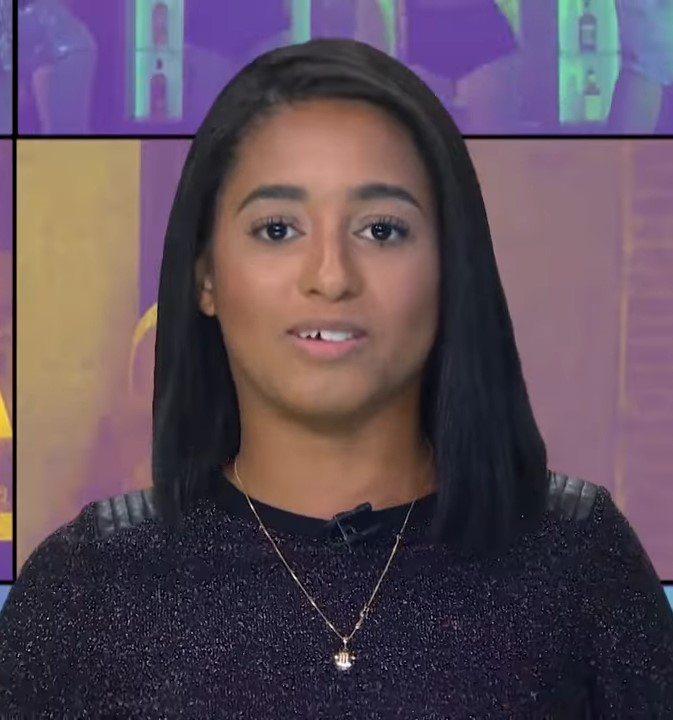
MC Loma em 2018

Paloma nasceu no dia 29 de outubro de 2002, na cidade de Jaboatão dos Guararapes.
Loma revelou que sofreu bullying e tinha problemas com autoestima na adolescência, mas a amizade com Mirella e Mariely a ajudou. Iniciamente as Gêmeas Lacração eram amigas do irmão da cantora, Paulo César, Loma chegou a revelar que elas não se gostavam mas começaram a se aproximar quando ela estava interessada por um menino, amigo das gêmeas, e, consequentemente, acabaram engatando a amizade.
MC Loma revelou que inicialmente nem pensava em ser cantora, pois só havia cantado na igreja, porém, Mirella pediu pra ela cantar uma música, composta por ela e sua irmã, chamada “Desci, Subi”, que acabou fazendo sucesso na região do Recife. Depois, Mirella compôs o hit “Envolvimento” e pediu para Loma cantar, inicialmente era apenas uma brincadeira entre Paloma e as amigas, porém Mirella acabou postando o vídeo no YouTube e o hit fez sucesso. O hit "Envolvimento" alcançou grande sucesso, com a primeira posição na lista "As 50 virais do mundo" do Spotify. No YouTube foi um dos vídeos de maiores acessos dos últimos tempos em poucas horas, com isso elas adoram o nome artístico de MC Loma e As Gêmeas Lacração.
Com a quarentena do Covid-19 e o nascimento de sua filha, a cantora está afastada dos palcos e atualmente se concentra em seu trabalho como influencer.

## Vida pessoal
Em fevereiro de 2022, aos 19 anos, MC Loma confirmou estar grávida. Em abril, a cantora revelou que seria uma menina. Sua filha, Melanie Santos, nasceu no dia 9 de setembro.

## Controvérsias
Em março de 2018, o clipe da canção "Passinho do Japonês" foi acusado de estereotipar a cultura e a aparência física de japoneses. Em julho de 2018, aos 15 anos de idade, a cantora teve seus shows cancelados em Recife e João Pessoa após ser constatado que ela não estava frequentando a escola.
Rescindiu contrato com a sua produtora Start Music no final de 2018, alegando mau gerenciamento de sua carreira, visto que, mesmo com diversos shows agendados, MC Loma e as Gêmeas Lacração passavam dificuldades financeiras, onde a produção não repassava os valores totais a cantora, devido aos cachês cobrados por shows, que ficavam para eles, sem MC Loma saber. Com a quebra contratual, as artistas passaram a ter uma dívida milionária com a produtora. Ficaram quase um ano impedidas de cantar devido a este processo judicial, já que o contrato do trio com a Start Music ainda seguia em vigor, e não permitia que elas se apresentem sem o consentimento da empresa que ainda responde pela carreiras delas, mas após quase um ano sem apresentações, conseguiram a quebra do monopólio contratual da empresa sobre suas apresentações. O trio acabou retornando a gravação de clipes em fevereiro de 2019, sob nova assessoria artística. O processo de MC Loma corre em segredo de justiça. As artistas, enquanto afastadas da música, passaram a ganhar dinheiro com parcerias e divulgando marcas no Instagram, e pretendem continuar com esta fonte de renda, além da música.

## Discografia

### Videoclipes
| Ano  | Título | Direção                                                 | Diretor(es)                                    | Participação                     |
| ---- | --- | ------------------------------------------------------- | ---------------------------------------------- | -------------------------------- |
| 2018 | "Envolvimento (Original)" - Lançado: 20 de janeiro de 2018 - Gravadora: Independente - Formatos: Digital download           | Produção independente                                   | MC Loma e as Gêmeas Lacração                   |                                  |
| 2018 | "Patricinha de Favela" - Lançado: 26 de janeiro de 2018 - Gravadora: Independente - Formatos: Digital download              | Produção independente                                   |                                                | Ni do Badoque                    |
| 2018 | "Envolvimento (Versão KondZilla)" - Lançado: 9 de fevereiro de 2018 - Gravadora: Independente - Formatos: Digital download  | Kondzilla                                               |                                                |                                  |
| 2018 | "Treme Treme" - Lançado: 16 de fevereiro de 2018 - Gravadora: Start World - Formatos: Digital download                      | Start World                                             | Tchatchael                                     | Dj Kelvinho                      |
| 2018 | "Na Vibe" - Lançado: 23 de fevereiro de 2018 - Gravadora: Start World - Formatos: Digital download                          | Start World                                             | Tchatchael                                     | DJ Torricelli                    |
| 2018 | "Meu Ritmo" - Lançado: 2 de março de 2018 - Gravadora: Start World - Formatos: Digital download                             | Start World                                             | Tchatchael                                     | DJ Torricelli                    |
| 2018 | "Paralisa" - Lançado: 9 de março de 2018 - Gravadora: Start World - Formatos: Digital download                              | Start World                                             | Tchatchael                                     | MC WM                            |
| 2018 | "Passinho do Japonês" - Lançado: 16 de março de 2018 - Gravadora: Start World - Formatos: Digital download                  | Start World                                             | Tchatchael                                     | DJ Kelvinho                      |
| 2018 | "Lacração" - Lançado: 23 de março de 2018 - Gravadora: Start World - Formatos: Digital download                             | Start World                                             | Tchatchael                                     | Os Cretinos                      |
| 2018 | "Rebola" - Lançado: 13 de abril de 2018 - Gravadora: Start World - Formatos: Digital download                               | Start World                                             |                                                | DJ BL                            |
| 2018 | "Disputa do BumBum" - Lançado: 1 de junho de 2018 - Gravadora: Start World - Formatos: Digital download                     | Start World                                             | Vitor Tavares e Tchatchael                     | DJ Dael                          |
| 2018 | "Hit Paradinho" - Lançado: 15 de junho de 2018 - Gravadora: Start World - Formatos: Digital download                        | Start World                                             | Tchatchael                                     | DJ Dael                          |
| 2018 | "Tá Suave, Tá Legal" (Lyric Video) - Lançado: 27 de julho de 2018 - Gravadora: Universal Music - Formatos: Digital download | Universal Music International / Aftercluv / Start Music | Tchatchael e Miguel Cariello                   | MC Jhey, DJ Kelvinho, Batidão RP |
| 2019 | "Malévola" - Lançado: 24 de fevereiro de 2019 - Gravadora: Independente - Formatos: Digital download                        | Infinity Films                                          | MC Loma e as Gêmeas Lacração e Victor Ferreira | DJ Dubai                         |
| 2019 | "Ela Me Usa e Abusa" - Lançado: 17 de maio de 2019 - Gravadora: Start Music - Formatos: Digital download                    | Start Music                                             | Mateus Rigola                                  | Calice                           |
| 2019 | “Xonadão” - Lançado: 16 de outubro de 2019 - Gravadora: Produtora X - Formatos: Digital download                            | Mateus Rigola                                           | Mateus Rigola                                  | —                                |
| 2019 | “Quero em Dobro” - Lançado: 22 de dezembro de 2019 - Gravadora: Produtora X - Formatos: Digital download                    | Dream Records / Produtora X / Vitor Tavares             | Vitor Tavares                                  |                                  |
| 2020 | “Predadora” - Lançado: 07 de fevereiro de 2020 - Gravadora: Produtora X - Formatos: Digital download                        | Dream Records / Produtora X / Vitor Tavares             | Vitor Tavares                                  |                                  |
| 2020 | “TAVA ALI” - Lançado: 14 de março de 2020 - Gravadora: Produtora X - Formatos: Digital download                             | Dream Records / Produtora X / Vitor Tavares             | Vitor Tavares                                  |                                  |

### Participações em músicas
| Ano  | Título                                                                                                | Artista                | Direção     | Diretor(es)    |
| ---- | --- | ---------------------- | ----------- | -------------- |
| 2018 | "No Talentinho" - Lançado: 21 de maio de 2018 - Gravadora: Kondizilla - Formatos: Digital download    | MC Gui                 | Kondzilla   |                |
| 2018 | "Não Se Apaixona" - Lançado: 24 de maio de 2018 - Gravadora: Start World - Formatos: Digital download | Jerry Smith            | Start Music |                |
| 2018 | "Pac Pac" - Lançado: 8 de junho de 2018 - Formatos: Digital download                                  | PANKADON, Aretuza Lovi | Clã Filmes  | Phill Mendonça |
| 2018 | "O Rei Mandou" - Lançado: 22 de junho de 2018 - Gravadora: Start World - Formatos: Digital download   | MC Jhey                | Start Music | Tchatchael     |